# Rakovec, Metlika
Rakovec este o localitate din comuna Metlika, Slovenia, cu o populație de 35 de locuitori.